# Zampeschi
Gli Zampeschi furono una nobile famiglia principesca romagnola che governò la città di Forlimpopoli nel XVI secolo, estintasi nel 1578.

## Esponenti illustri
- Antonello I Zampeschi (morto a Forlimpopoli nel 1482), fu al servizio di Sigismondo Pandolfo Malatesta e successivamente dello Stato pontificio e di Firenze.

- Il figlio, Brunoro I Zampeschi (morto nel 1525), fu ancora a servizio dei Malatesta e dello Stato pontificio e della Repubblica di Venezia. Dal 1520 fu gonfaloniere del comune di Forlimpopoli, e quindi vicario del governatore pontificio della città. Dal 1511 ottenne il titolo di conte palatino del Palazzo del Laterano.

- Il figlio Antonello II (morto nel 1551), ottenne dal 1529 la signoria su Forlimpopoli come vicario pontificio perpetuo.

- Gli successe il figlio Brunoro II (morto nel 1578), che fu inoltre governatore con il titolo di duca di Candia tra il 1573 e il 1577, al servizio della Repubblica di Venezia.

- La successione della famiglia va identificata e riferita al figlio di Antonello I: Organtino il Gamorano (o Cammarano).[senza fonte]

- Oggi, il Sovrano Capo di Nome e d'Arme della Serenissima Casa, è S.A.S. il Principe Don Cosimo I Cammarano Zampeschi di Forlimpopoli[senza fonte]

## Arma
D'azzurro, a due spade d'argento, guernite d'oro, passate in croce di Sant'Andrea, accompagnate in capo da una stella di otto raggi d'oro.